# Megalopolis
Megalopolis (帝都物語?, Teito monogatari) è un OAV in quattro episodi prodotto dalla Toei Animation tra il 1991 ed il 1992, tratto dall'omonima serie di romanzi storico-fantastici dello scrittore giapponese Hiroshi Aramata.

## Trama
Il potente stregone Yasunori Kato è deciso a distruggere Tokyo con ogni mezzo per restituire la pace ai suoi antenati. Per riuscire nella sua missione, tra il 1908 e il 1927 Kato cerca dapprima di risvegliare lo spirito di Taira no Masakado, un samurai che nel periodo Heian aveva guidato una violenta insurrezione contro il potere centrale di Edo, quindi di servirsi del Drago che giace nel sottosuolo della città, causando i numerosi terremoti che la affliggono, come quello catastrofico del 1923, infine arriva a modificare l'orbita della luna per suscitare contro Tokyo la furia del Drago Celeste. I piani di Kato vengono ostacolati da sacerdoti, scienziati e intellettuali dell'epoca, e in particolare dalla sacerdotessa Keiko Tatsumiya, che nella battaglia finale contro lo stregone assurge ad incarnazione della dea della misericordia Kannon.

## Edizione italiana
In Italia il primo episodio è stato pubblicato nel 1991 in VHS dalla Granata Press, mentre gli altri episodi sono stati pubblicati nel 1992 su VHS della PolyGram Video.